# Vazba uhlík–kyslík
Vazba uhlík–kyslík (C–O) je kovalentní vazba mezi atomy uhlíku a kyslíku. Kyslík má 6 valenčních elektronů a upřednostňuje buď sdílení dvou elektronů s uhlíkovým atomem, kdy zbylé čtyři nevazebné elektrony utvoří dva volné elektronové páry :O:, nebo sdílení dvou párů elektronů za tvorby karbonylové skupiny. =O: Příklady sloučenin mohou být _OH u alkoholů, například ethanolu, a C=O u ketonů (a dalších karbonylových sloučenin).

## Elektronegativity a délky vazeb
Vazby C–O jsou silně polarizovány směrem ke kyslíku (elektronegativita uhlíku je C 2,55 a u kyslíku 3,44). Délky jednoduchých vazeb C–O se pohybují okolo 143 pm a jsou tak kratší než odpovídající vazby C–N a C–C. O něco kratší jsou jednoduché vazby v karboxylových kyselinách (136 pm) kvůli částečné povaze dvojné vazby, delší jsou v epoxidech (147 pm). Vazebné energie jsou u vazeb C–O rovněž vyšší než u C–N a C–C, například vazby C–O v molekule methanolu mají (při 298 K) energii přibližně 380 kJ/mol, u methylaminu jde přibližně o 360 kJ/mol a u ethanu 370 kJ/mol.
Koncové dvojné vazby mezi uhlíkovými a kyslíkovými atomy se vyskytují v karbonylových sloučeninách, jako jsou ketony, estery a karboxylové kyseliny. Vnitřní vazby C=O se nacházejí u oxoniových kationtů. Ve furanech se kyslíkový atom podílí na delokalizaci pí elektronů svým zaplněným p orbitalem a furany jsou tak aromatické. Délky vazeb C=O se u karbonylových sloučenin pohybují okolo 123 pm, v oxidu uhličitém je vazba C=O 116 pm dlouhá. U acylhalogenidů mají vazby C=O částečný charakter trojné vazby a jsou tak krátké (117 pm). Sloučeniny s formálně trojnými vazbami C ≡O nejsou známy, s výjimkou oxidu uhelnatého (délka 112,8 pm). Tyto trojné vazby mají vysoké energie, ještě vyšší než u trojné vazby N–N.
Kyslík může být také trojvazný, jako příklad sloučeniny lze použít triethyloxoniumtetrafluoroborát.

## Tvorba
K reakcím vytvářejícím vazby uhlík–kyslík patří Williamsonova syntéza etherů, nukleofilní acylová substituce a elektrofilní adice na alkeny. Karbonylové sloučeniny se při tvorbě vazeb C–O využívají například v Paternòvě–Büchiově reakci.

## Příklady funkčních skupin
Vazby mezi atomy uhlíku a kyslíku se vyskytují v těchto funkčních skupinách:
| Skupina sloučenin            | Řád vazby | Molekulový vzorec | Strukturní vzorec       | Příklad sloučeniny   |
| ---------------------------- | --------- | ----------------- | ----------------------- | -------------------- |
| Alkoholy                     | 1         | R3C–OH            | Alkohol                 | Ethanol              |
| Ethery                       | 1         | R3C–O–CR3         | Ether                   | Diethylether         |
| Peroxidy                     | 1         | R3C–O–O–CR3       | Hydroperoxid            | Di-terc-butylperoxid |
| Karboxylové kyseliny         | 1 a 2     | R3C–CO–OH         | Karboxylová kyselina    | Kyselina octová      |
| Estery karboxylových kyselin | 1 a 2     | R3C–CO–O–CR3      | Ester                   | Ethylakrylát         |
| Estery kyseliny uhličité     | 1 a 2     | R3C–O–CO–O–CR3    | Ester kyseliny uhličité | Ethylenkarbonát      |
| Ketony                       | 2         | R3C–CO–CR3        | Keton                   | Aceton               |
| Aldehydy                     | 2         | R3C–CHO           | Aldehyd                 | Akrolein             |
| Furany                       | 1,5       |                   | Furan                   | Furfural             |
| Pyryliové soli               | 1,5       |                   | Pyridin                 | Anthokyaniny         |